# Argyrotaenia dorsalana
Argyrotaenia dorsalana es una especie de polilla del género Argyrotaenia, tribu Argyrotaenia, familia Tortricidae. Fue descrita científicamente por Dyar en 1903.
Mide aproximadamente 16–22 milímetros de longitud. Se distribuye por América del Norte: Estados Unidos.